# Flik 48
La Fliegerkompanie 48 (abbreviata in Flik 48) era una delle squadriglie della Kaiserliche und Königliche Luftfahrtruppen.

## Storia

### Prima guerra mondiale
La squadriglia fu creata a Strasshof an der Nordbahn in Austria e, dopo essersi formato il 26 maggio 1917 fu diretta al fronte italiano a Trento. Nel maggio-giugno 1917 è sull'aeroporto di Cirè di Pergine Valsugana con 4 Hansa-Brandenburg C.I, 2 Aviatik C.I e 3 Albatros D.II ed Albatros D.III.
Il 25 luglio 1917, l'intera forza aerea fu riorganizzata; durante questo periodo, le divisioni della divisione (Kompisions-Kompanie 48, Flik 48D) sono state assegnate attività. In ottobre, l'Armata di Franz Conrad von Hötzendorf fu impegnata nella Battaglia di Caporetto e l'anno seguente combatté sull'aeroporto di Cirè di Pergine Valsugana come parte dell'XI Armata nella Battaglia del solstizio. Nell'autunno del 1918 entrò a far parte di una nuova riorganizzazione (Schutzflieger- und Schlachtflieger-Kompanie 48, Flik 48S) ed al 15 ottobre era a Cirè con 8 HB C.I.
Dopo la guerra, l'intera aviazione austriaca fu elimimata.